# Krioprezerwacja

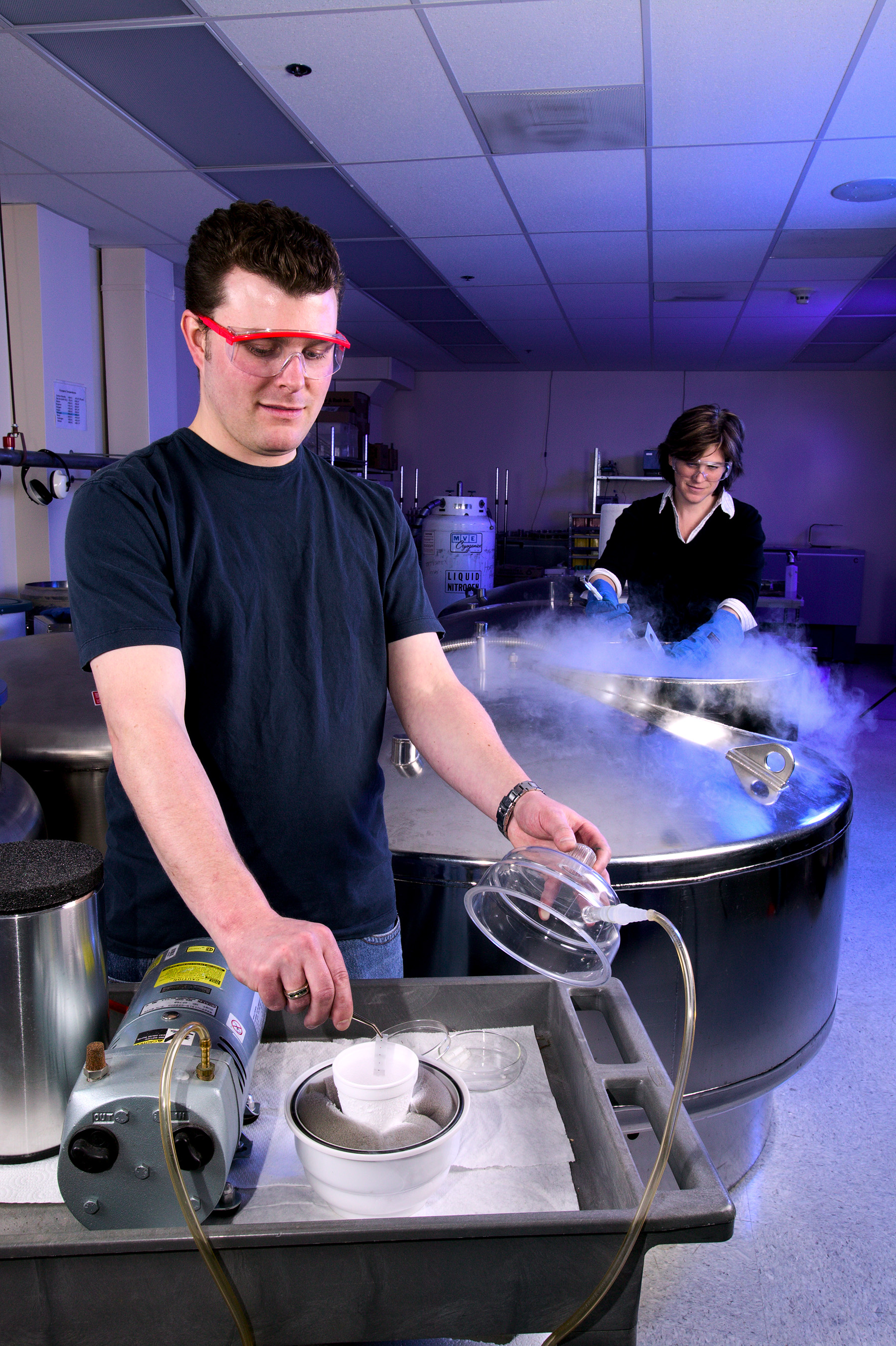
Krioprezerwacja pędów roślinnych. Z tyłu otwarty pojemnik z ciekłym azotem

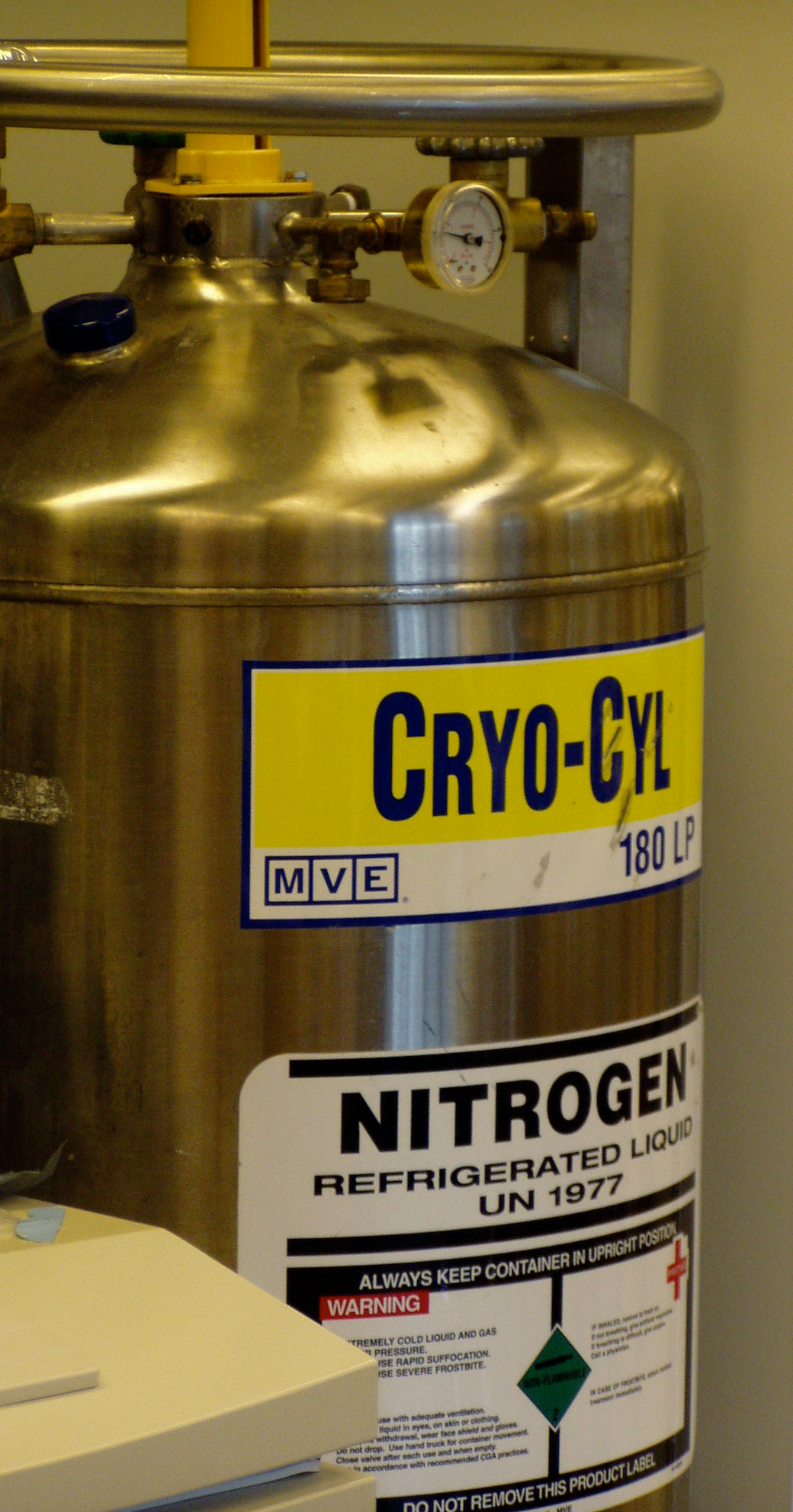
Pojemnik z ciekłym azotem, używany w zamrażarce kriogenicznej (do przechowywania próbek laboratoryjnych w temperaturze ok. −150 °C)

Krioprezerwacja, kriokonserwacja (od gr. κρύος, kryos, „zimno” i łac. praeservare lub conservare, „zachować”) – proces, w którym komórki lub tkanki są przechowywane w ujemnej temperaturze, zwykle 77 K, czyli −196 °C (temperatura wrzenia ciekłego azotu). W tak niskiej temperaturze zatrzymuje się wszelka aktywność biologiczna, łącznie z biochemicznymi reakcjami prowadzącymi do śmierci komórkowej. Jednakże bez użycia mieszanin witryfikujących (szklących), przechowywane komórki ulegają uszkodzeniom związanym z niską temperaturą lub ponownym ogrzaniem do temperatury pokojowej.

## Ryzyko
Czynniki mogące uszkodzić komórki w czasie krioprezerwacji to efekty uboczne użycia mieszanin witryfikujących, pozakomórkowe formowanie się lodu, odwodnienie, oraz tworzenie się lodu pomiędzy komórkami. Wiele tych efektów można złagodzić stosując krioprotektanty.

### Efekty uboczne użycia mieszanin witryfikujących
W trakcie formowania się kryształków lodu w zamarzającej wodzie, składniki mieszanki witryfikującej gromadzą się poza nimi, w pozostałej płynnej wodzie. Wysokie stężenie niektórych składników może być bardzo szkodliwe.

### Formowanie się lodu poza komórkami
Kiedy tkanki są powoli ochładzane, woda wydostaje się z komórek i lód tworzy się w przestrzeni międzykomórkowej. Zbyt wiele lodu pomiędzy komórkami może mechanicznie uszkodzić ściany komórkowe doprowadzając do ich zgniecenia.

### Odwodnienie
Wydostanie się wody i jej zamarznięcie w przestrzeni międzykomórkowej może także spowodować odwodnienie. Ciśnienie komórkowe z tym związane może prowadzić do uszkodzeń.

### Tworzenie się lodu wewnątrz komórek
O ile niektóre organizmy i tkanki tolerują niewielkie ilości lodu pomiędzy komórkami, to lód wewnątrz komórek jest zawsze szkodliwy.

## Zapobieganie ryzyku
Kontrolowane stopniowe powolne zamrażanie w krioprezerwacji to technika rozwijająca się od wczesnych lat 70., która umożliwiła pierwsze narodziny człowieka z zamrożonego embrionu (Zoe Leyland) w 1984. Od tamtej pory urządzenia mrożące próbki biologiczne przy użyciu programowalnych kroków lub kontrolowanych poziomów, są używane na całym świecie do mrożenia próbek ludzkich, zwierzęcych i biologicznych – celem lepszego zachowania (prezerwacji) i przyszłego rozmrożenia, zanim zostanie głęboko zamrożona (krioprezerwowana) w ciekłym azocie. Używa się ich do mrożenia oocytów, skóry, krwi, embrionów, spermy, komórek macierzystych i tkanek w szpitalach, lecznicach weterynaryjnych i laboratoriach badawczych na całym świecie. Np. szacuje się, że liczba żywych urodzin z powoli zamrażanych embrionów to ok. 300 000 do 400 000, czyli 20% z szacowanych 3 milionów dzieci urodzonych drogą zapłodnień in vitro.
Kilka niezależnych badań udowodniło, że zamrożone embriony, które wcześniej powoli ochładzano, mogą być pod pewnymi względami "lepsze" niż świeże przy zapłodnieniach in vitro. Wyniki przedstawiono na konferencji American Society for Reproductive Medicine w San Francisco w 2008. Badania wskazują, że stosowanie zamrożonych embrionów zamiast świeżych zmniejszyło ryzyko poronień i przedwczesnych porodów, jednak powody są jeszcze badane.

## Witryfikacja
Wynalezienie w 2000 roku nowej techniki – witryfikacji, miało zabezpieczyć prezerwowany materiał przed formowaniem się kryształków lodu. W krioprezerwacji klinicznej witryfikacja zwykle wymaga dodania krioprotektantów przed ochłodzeniem. Krioprotektanty działają jak antyzamrażacz: obniżają temperaturę zamarzania. Zwiększają też lepkość. Zamiast krystalizowania, substancja o konsystencji syropu zmienia się w ciało amorficzne – witryfikuje. Witryfikacji wody pomaga szybkie ochłodzenie, i może być osiągnięta bez krioprotektantów przez błyskawiczne obniżenie temperatury (megakelviny na sekundę). Poziom wymagany do osiągnięcia szklistości w czystej wodzie był uważany za niemożliwy do osiągnięcia aż do 2005.
Dwa warunki wymagane zwykle, aby zaszła witryfikacja, to wzrost lepkości i obniżenie temperatury zamarzania. Wiele substancji powoduje zajście obydwu warunków, ale większe molekuły dają zwykle lepsze efekty, zwłaszcza jeśli chodzi o lepkość. Szybkie ochłodzenie również pomaga witryfikacji.
W sztucznej krioprezerwacji, substancja musi przeniknąć ściany komórek, aby w ich wnętrzu osiągnąć zwiększoną lepkość i obniżoną temperaturę zamarzania. Cukry kiepsko przenikają przez ścianę komórkową. Substancje, które dobrze wnikają w komórki, jak np. dimetylosulfotlenek, typowy krioprotektant, są często toksyczne w wysokich stężeniach. Jednym z trudnych kompromisów w sztucznej krioprezerwacji jest ograniczenie uszkodzeń spowodowanych przez sam krioprotektant.
Przykładem tego typu techniki jest krioprezerwacja mózgów świni i królika, w których dokonano wstępnej perfuzji utrwalaczem opartym na aldehydzie glutarowym, a następnie stopniowo wymieniono go na glikol etylenowy. Jeśli ilość glikolu przekracza 65% (w/v), mózgi takie można przechowywać w temperaturze −135 °C bez ograniczeń czasowych. Na podstawie badań klasycznym mikroskopem elektronowym, elektronowym mikroskopem skaningowym oraz jonowym mikroskopem skaningowym stan odmrożonych mózgów określono jako "doskonały".

## Tkanki, które można zamrozić
Ogólnie krioprezerwacji łatwiej poddać cienkie próbki i małe grupy komórek, ponieważ można je szybciej ochłodzić i wymagają niższych dawek toksycznych krioprotektantów. Z tego powodu krioprezerwacja ludzkiej wątroby i serca w celu przechowania ich do przeszczepów jest jeszcze odległa w czasie.
Pomimo tego, odpowiednie kombinacje krioprotektantów i warunków ochładzania oraz płukania w czasie ogrzewania, często pozwalają na odpowiednią krioprezerwację materiałów biologicznych, szczególnie komórek i tkanek, np.:
- sperma
- krew (szczególnie komórki do transfuzji lub komórki macierzyste)
- próbki tkanek jak nowotwory i próbki histologiczne
- ludzkie oocyty
- ludzkie embriony mające 2, 4 lub 8 komórek po zamrożeniu
- jajniki
- nasiona i pędy roślin

Czyni się także wysiłki w kierunku krioprezerwacji ludzi (krionika). Wówczas albo mózg wewnątrz głowy, albo całe ciało zostają poddane temu procesowi. Jednakże o ile komórki, szczepionki, tkanki i inne próbki biologiczne zostały po zamrożeniu z powodzeniem odmrożone i użyte, to nie ma na razie sposobu, aby bezpiecznie odmrozić mózg ani tym bardziej całe ciało. Zwolennicy krioniki są zdania, że obecnie używana technologia, szczególnie witryfikacja mózgu, może wystarczyć do prezerwacji ludzi w sensie „informacyjno-teoretycznym”, aby przywrócić ich do życia, kiedy technologia bardziej się rozwinie.

### Sperma
Sperma po krioprezerwacji może być używana właściwie bez ograniczeń.
Do krioprotektantów można dodać żółtko jaja lub lecytynę sojową, gdyż nie ma między nimi większej różnicy, jeśli chodzi o ruchliwość, morfologię i zdolność łączenia się z hialuronidazą in vitro oraz spójność DNA po rozmrożeniu.

### Oocyty
Prezerwacja ludzkich oocytów to szybko rozwijająca się, przełomowa technologia, w której jajeczka kobiece (oocyty) są ekstrahowane, zamrażane i przechowywane. Kiedy kobieta gotowa jest na zajście w ciążę, jajeczka mogą być odmrożone, zapłodnione i umieszczone w macicy jako embriony.

### Embriony
Krioprezerwację embrionów stosuje się, kiedy np. w zapłodnieniu in vitro uzyskano więcej embrionów, niż jest potrzebnych.
Ciąże można uzyskać z embrionów przechowywanych nawet przez 13 lat. Literatura przedmiotu ukuła termin “frosties” na określenie dzieci urodzonych z zamrożonych embrionów. Nie odnotowano zwiększonej liczby defektów noworodków ani wad rozwojowych.
Od 1 października 2009 w Wielkiej Brytanii ludzkie embriony można przechowywać przez 10 lat, na podstawie Ustawy o ludzkiej płodności i embriologii (Human Fertilisation and Embryology Act) z 2008. Przed upływem 10 lat można przedłużyć ten okres o kolejne 10 lat. Odnawiając umowę co kolejne 10 lat można przechowywać embriony łącznie do 55 lat.

### Tkanki jajników
Krioprezerwacja tkanek jajników interesuje kobiety, które chcą wydłużyć swoje funkcje rozrodcze ponad zwykły okres, lub których zdolności rozrodcze są zagrożone przez terapię antynowotworową. Pierwsze dziecko urodzone przez kobietę po przeszczepie tkanki jajnika, pomimo że matka była w stanie przedwczesnej menopauzy wywołanej chemioterapią, zostało urodzone pod kierunkiem ginekologa prof. Jacques Donnez i jego zespołu w Cliniques Universitaires Saint-Luc w Belgii. Przed chemioterapią, w 1997, część lewego jajnika została usunięta i tkanka została zamrożona przed dalszym ochłodzeniem w ciekłym azocie, zanim kobieta została poddana terapii. Sześć lat później tkanka została wszczepiona obok jajowodu i po pięciu miesiącach zaczęła produkować jajeczka, co pozwoliło na naturalne zajście w ciążę w 11 miesięcy po przeszczepie. Dziecko urodziło się po 38 tygodniach ciąży. Matka miała wówczas 32 lata.

## Naturalna krioprezerwacja
Niesporczaki (Tardigrada), mikroskopijne organizmy wielokomórkowe, mogą przeżyć zamrożenie w niskich temperaturach dzięki zastąpieniu większości wody wewnątrz organizmu przez cukier trehaloza. Cukry i inne substancje które niełatwo krystalizują mają właściwości zapobiegania uszkodzeniom ścian komórkowych komórek. Trehaloza to cukier, który trudno krystalizuje. Mieszanki substancji mogą dawać podobne efekty. Inne, jak sól, mogą być toksyczne w dużych stężeniach.

## Historia
Jednym z najbardziej znanych pionierów krioprezerwacji był James Lovelock znany z Hipotezy Gai. Dr Lovelock sugerował, że uszkodzenia krwinek czerwonych podczas zamrażania były spowodowane ciśnieniem osmotycznym. Lovelock we wczesnych latach 50. zasugerował też, że uszkadzać komórkę może także zwiększenie stężenia soli, które zachodzi, kiedy komórka odwadnia się, by woda mogła zamarznąć poza komórką. Krioprezerwacja tkanek współcześnie zaczęła się od zamrażania spermy drobiu, którą w 1957 krioprezerwował zespół naukowców w Anglii pod kierunkiem dr Christophera Polge.
Proces zaczęto stosować wobec ludzi w latach 50., kiedy uzyskano ciążę po zapłodnieniu zamrożoną spermą. Jednakże szybkie zanurzanie próbek (jak embriony, szpik kostny, komórki macierzyste) w ciekłym azocie nie zapewniało im wystarczającej żywotności, aby móc użyć ich po rozmrożeniu. Lepsze zrozumienie mechanizmów uszkodzeń komórek spowodowanych zamrożeniem pozwoliło docenić wagę kontrolowanego lub powolnego ochładzania, w celu zapewnienia maksymalnej przeżywalności żywych komórek po rozmrożeniu. Okazało się niezbędne kontrolowanie poziomów procesu ochładzania, pozwalające próbkom biologicznym zrównoważyć osmotyczne parametry krioprotektantu.
Zdolność krioprotektantów, którymi we wczesnych przypadkach był glicerol, do ochrony komórek przed uszkodzeniem związanym z zamarzaniem, została odkryta przypadkowo. Uszkodzenia wynikłe z zamrażania mają dwa aspekty: bezpośrednie uszkodzenia przez kryształki lodu oraz wtórne, spowodowane wzrostem stężenia substancji w miarę tworzenia się lodu. W 1963 Peter Mazur, w Oak Ridge National Laboratory w USA, pokazał, że śmiertelnego zamarzania wewnątrzkomórkowego można uniknąć, jeśli ochładzanie będzie przebiegać wystarczająco powoli, aby odpowiednia ilość wody opuściła komórkę w czasie stopniowego zamarzania płynu pozakomórkowego. Ten czas jest różny dla komórek różnej wielkości i przepuszczalności wody: typowa prędkość ochładzania ok. 1 °C/minutę jest odpowiedni dla wielu komórek ssaków po podaniu krioprotektantów takich jak glicerol lub dimetylosulfotlenek, ale ta prędkość nie jest optymalna dla wszystkich organizmów i tkanek.